# Carta de ajuste de Cabeza de Indio

Versión moderna de la Carta de ajuste de Cabeza de Indio, desarrollada por RCA en 1939.

La carta de ajuste de Cabeza de Indio o Patrón de Cabeza de Indio fue una carta de ajuste monocromática desarrollada y presentada en 1939 por RCA en Harrison (Nueva Jersey), Estados Unidos, siendo generada por un monoscopio TK-1. Fue un ícono de la historia de la televisión en sus primeros años como medio masivo de comunicación. Su nombre se debe al hecho que ostenta el dibujo de un indio nativo norteamericano.

## En el inicio de transmisiones
Esta carta de ajuste fue muy popular en las audiencias estadounidenses desde 1947 ya que era trasmitida a manera de introducción al inicio de las transmisiones de los canales televisivos a fin de que los televidentes pudieran hacer los ajustes necesarios en la imagen de su receptor y también como colofón al final de la emisión.  Dicho patrón se empleó también en Canadá y algunos países latinoamericanos con algunas modificaciones (por ejemplo, la supresión de la imagen del indio). A partir de la década de 1950 su uso decayó en los Estados Unidos hasta desaparecer a finales de los 70s, no así en otros lugares donde todavía era común la TV en blanco y negro. Las trasmisiones en color actuales emplean una carta de ajuste de barras de color acompañadas en ocasiones de música o de un tono continuo de 1 kHz.

## Como herramienta

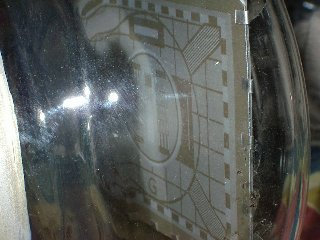
Monoscopio generando una carta de ajuste.

Dicha "carta de ajuste" no era en realidad tal ya que era generada por un monoscopio monocromático NTSC y era acompañado por un tono senoidal de 400 o 1000 hertz a fin de verificar el audio. Una vez hechos los ajustes técnicos por la estación, se iniciaba la señal y el televidente debía en su casa hacer los ajustes de contraste, brillo, anchura y altura de la imagen y orientación de la antena de su receptor de forma tal que fuera adecuada la nitidez de la recepción.

## Icono cultural

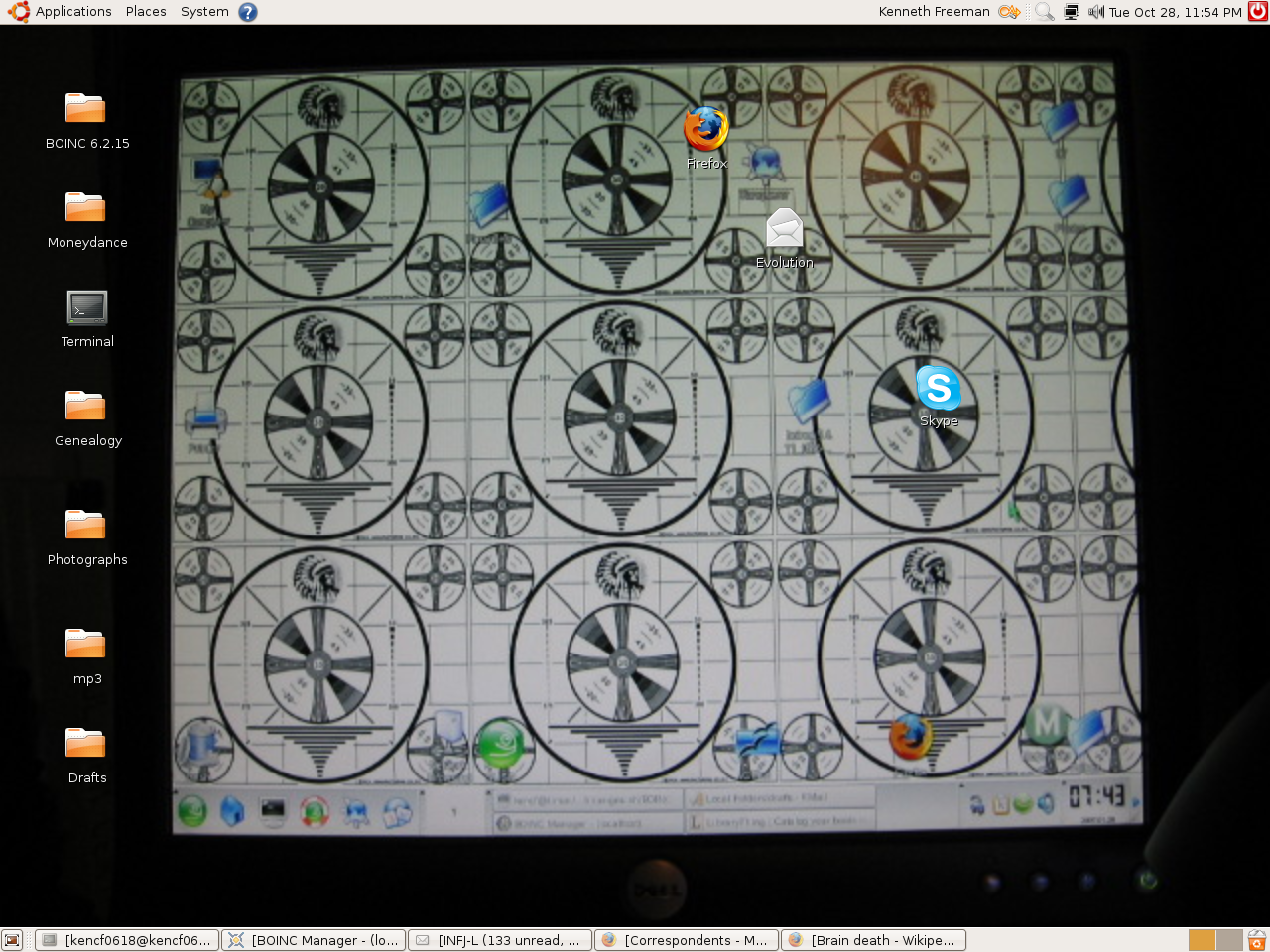
Tapiz en una computadora Linux.

Hoy día, esta carta de ajuste ha pasado a formar parte nostálgica de la historia temprana de la televisión debido al inicio de las trasmisiones en color, el paso del sistema analógico al digital y las transmisiones continuas de los canales ya que en vez de salir del aire actualmente transmiten antiguas series de televisión, programas de ventas y noticieros a fin de llenar su tiempo.